# Heide Marie Voigt
Heide Marie Voigt (* 1942 in Dresden) ist eine deutsche Pädagogin und Autorin. Sie lebt und arbeitet in Bremen.

## Biografie und Wirken
Ihr Studium absolvierte Voigt in Freiburg, Marburg und Bonn. Von 1975 bis 2005 arbeitete sie als Pädagogin im Bremer Schuldienst. Darüber hinaus war und ist sie vielfältig künstlerisch tätig, besonders als Tänzerin, Schriftstellerin, Malerin, Galeristin und Herausgeberin. Voigt selbst nennt ihre Kunst „autoperspektivisch“, das heißt für sie: „Ich gehe aus vom ICH, vom eigenen inneren Empfinden, das ich in einer das Subjektive durchdringenden Formgebung öffne für das Verstehen von allgemeingültigen Strukturen.“
- Galeristin der Zimmer Galerie Kattenturm seit 1989
- Ausstellungen in Bremen, Worpswede, Witzenhausen, Kassel, Dresden, Monheim am Rhein
- Auftritte in Bremen, Worpswede, Husum, Heide, Hamburg, Würzburg, Leipzig, Berlin, Bad Boll, Dresden, Gmunden (Österreich), auf Rügen

## Werke
- (als Herausgeberin): Bremer Blüten. Menschen aus Bremen zum Thema Geld. WMT-Druck-u. Verlags-GmbH 1997; Fotos von Frank Pusch
- Ein Haus bauen in der Provence. Lyrische Prosatexte. (deutsch/französisch,) Schardt, Oldenburg 2000; ISBN 3-89841-009-9
- Die verkopfte Schule. Kleine Schritte zu einer „anderen“ Schule. Klett-Cotta, Stuttgart 2002; ISBN 3-608-94360-9
- Einblicke. Gedichte und Bilder. sujet Verlag, Bremen 2006
- Will leben. Gedichte, Texte, Bilder. Hommage an Paula Modersohn-Becker. sujet Verlag, Bremen 2007; ISBN 3-933995-24-8
- Im Weg. Dialoge auf dem Jakobsweg von Bremen nach Köln 2007. Geest-Verlag, Vechta-Langförden 2008; ISBN 978-3-86685-126-9
- Veröffentlichung von Lyrik und Kurzgeschichten in verschiedenen Anthologien